# دیک چینی
ریچارد بروس دیک چِیْنی (به انگلیسی: Richard Bruce Cheney) (زاده ۳۰ ژانویه ۱۹۴۱ در لینکلن، نبراسکا)، سیاست‌مدار آمریکایی، و چهل و ششمین معاون رئیس‌جمهور ایالات متحده آمریکا از سال ۲۰۰۱ تا ژانویه ۲۰۰۹ در این کشور بود.
چینی که متولد لینکلن، نبراسکا، است بیشتر در سامنر، نبراسکا، و کسپر، وایومینگ بزرگ شد. او در دانشگاه ییل و سپس در دانشگاه وایومینگ، تحصیل کرد و بی‌ای و فوق لیسانس علوم سیاسی را از دومی دریافت کرد. او در دولت فورد از ۱۹۷۵ تا ۱۹۷۷ رئیس ستاد کارکنان کاخ سفید شد. در ۱۹۷۸، از حوزه انتخابیه کلی وایومینگ به مجلس نمایندگان ایالات متحده آمریکا انتخاب شد و تا ۱۹۸۹ نماینده بود. او در دوران ریاست جمهوری جورج بوش پدر، وزیر دفاع ایالات متحده آمریکا شد و تا ۱۹۹۳ در این سمت بود. در دوره ریاست جمهوری بیل کلینتون او از ۱۹۹۵ تا ۲۰۰۰ رئیس هیئت مدیره و مدیر عامل ارشد اجرایی هالیبرتون بود.
دیک چنی در کتاب جدیدی با عنوان «استثنایی: چرا جهان به یک آمریکای قدرتمند احتیاج دارد؟» که گفته می‌شود در نگارش آن «لیز چنی» (دختر دیک چنی) همکاری نموده، ضمن تأیید مجدد برنامه شکنجه زندانیان در دولت بوش پسر، باراک اوباما را رئیس‌جمهوری ضعیف نامیده‌است.

## سینما
در سال ۲۰۱۸ فیلم سینمایی معاون (به انگلیسی: Vice) به اکران درآمد که در آن کریستین بیل نقش دیک چینی و امی آدامز نقش لین چینی را ایفا نموده‌است. این فیلم به‌طور اجمالی زندگی دیک چینی و نحوه ورود او به دنیای سیاست و آشناییش با دونالد رامسفلد و همچنین ورود وی به کابینه جرج بوش پسر را روایت کرده‌است.